# Davy Jansen
D.S.C. (Davy) Jansen (Bladel, 4 maart 1987) is een Nederlandse politicus. Sinds 26 april 2018 is hij wethouder van de gemeente Bladel en voorzitter van het bestuur van KempenPlus.

## Opleiding en loopbaan
Jansen is geboren en getogen in Bladel. Hij ging tot 2005 naar het havo op het Pius X-College in Bladel en hij voetbalde bij de lokale club VV Bladella. Hij studeerde hij rechten aan de Juridische Hogeschool Avans-Fontys in Tilburg, daarna Rechtsgeleerdheid aangevuld met Bestuursrecht en deed een master forensica, criminologie en rechtspleging aan Universiteit van Maastricht. Tijdens zijn studie maar ook daarna was hij actief bij de studievereniging Aequitas.
Jansen was van 2009 tot 2013 tijdens zijn studie parttime werkzaam bij de districtsrecherche Tilburg. Daarna werkte hij als procesjurist hij voor een juridisch adviesbureau wat onder andere gedupeerden van de toeslagenaffaire en gastouderbureaus bijstond in juridische procedures. In 2014 vestigde hij zich als zelfstandig jurist en gaf daarnaast les op de Juridische Hogeschool Avans-Fontys. In 2021 heeft hij deelgenomen aan het 'reflectieprogramma in kinderopvangtoeslagzaken' van de Afdeling bestuursrechtspraak Raad van State.
In 2017 was hij bij de Koninklijke Landmacht tijdelijk waarnemend hoofd van de sectie S1 van 13 herstelcompagnie van de 13 Lichte Brigade in Oirschot. Jansen is naast zijn wethouderschap majoor van de Militair Juridische dienst en is als reservist verbonden aan Koninklijke Landmacht als Regionaal Militair Operationeel Adviseur bij de 13 Lichte Brigade. Verder geeft hij als invaller/gastdocent geregeld colleges aan de Juridische Hogeschool Avans-Fontys, Hogeschool Utrecht en Universiteit Maastricht.

## Politieke loopbaan
Jansen had van 2001 tot 2006 een bijbaan bij buitenzwembad de Smagtenbocht in Bladel. Het met sluiting bedreigde zwembad was onderdeel van een langlopende politieke discussie en met een groep inwoners werd in 2005 de Politieke partij Bladel Transparant opgericht om het zwembad te behouden. Jansen kwam op de derde plek van de kieslijst en de partij haalde meteen drie zetels. Door het vertrek van een aantal partijgenoten werd Jansen in oktober 2006 op 19-jarige leeftijd fractievoorzitter. Bij de gemeenteraadsverkiezingen van 2010, 2014, 2018 en 2022 was hij lijsttrekker van Bladel Transparant in de gemeente Bladel. Op 26 april 2018 werd hij aangesteld als wethouder in die gemeente. Hij behoorde bij zijn benoeming tot de jongste wethouders van Nederland. Jansen was tevens kandidaat voor de Europese Parlementsverkiezingen 2009, hij stond op plaats 17 van de partij Libertas en bij de Tweede Kamerverkiezingen van 2017 waar hij op plaats 16 stond van de partij Lokaal in de Kamer. Bij de Provinciale Statenverkiezingen 2023 stond Jansen op plek 3 van de kieslijst van Lokaal Brabant. Momenteel is hij commissielid voor de provincie Noord-Brabant.

### Participatiebedrijf KempenPlus
Jansen werd in juli 2019 bestuursvoorzitter van het participatiebedrijf KempenPlus, een fusie van de voormalige WVK-groep (Sociale werkvoorziening) en de Intergemeentelijke sociale diensten van de gemeente Bergeijk, Bladel, Eersel en Reusel-De Mierden. Vlak na zijn aantreden en het aantreden van een nieuwe directeur kwam een omvangrijke fraude aan het licht.

## Persoonlijk
Jansen woont samen met zijn partner en hun drie kinderen. Hij werd op 17 mei 2018 benoemd tot lid in de Orde van Oranje Nassau met de zwaarden.